# Saint Laurent reçoit les trésors de l'Église

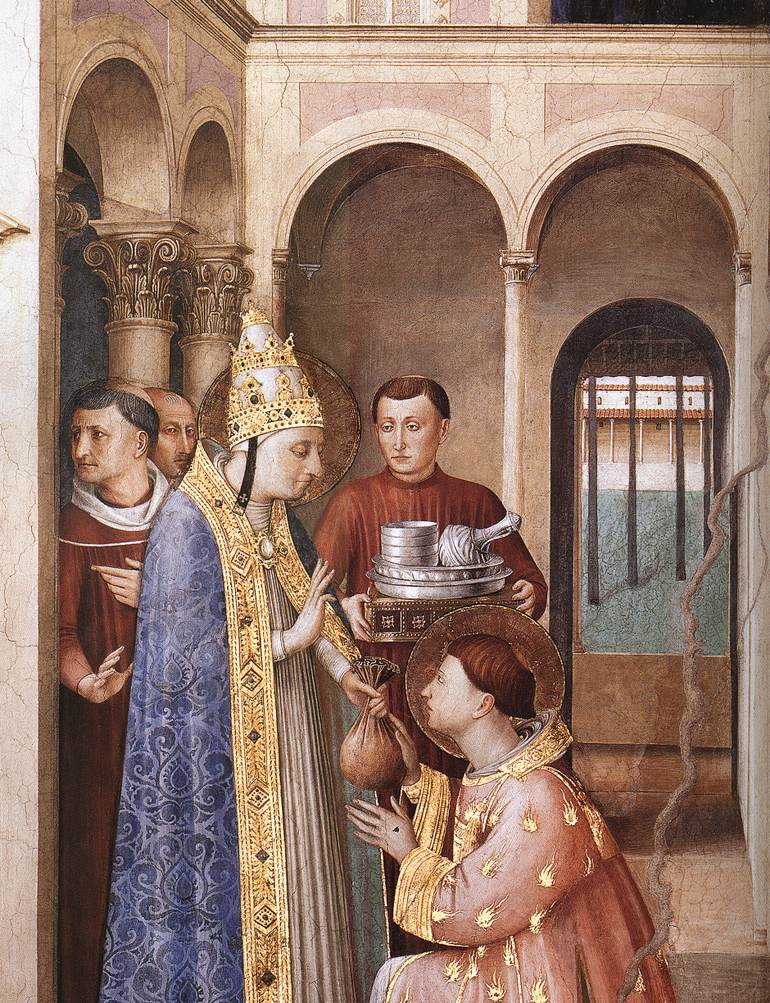
Détail

Saint Laurent reçoit les trésors de l'Église est une fresque (271 × 205 cm) de la chapelle Nicoline, réalisée dans le palais apostolique du Vatican par Fra Angelico et ses assistants (dont Benozzo Gozzoli) entre 1447 et 1448 environ. La fresque occupe le volet gauche du registre médian du mur central et constitue le deuxième épisode des Histoires de saint Laurent.

## Histoire
Fra Angelico a travaillé sur la chapelle Nicoline pendant son séjour à Rome entre 1445 et 1450. Les premiers documents attestant les fresques sont datés du 9 mai et du 1er juin 1447, sous le pontificat de Nicolas V, mais il est possible qu'elles aient déjà commencé les deux années précédentes, sous Eugène IV.
Les fresques de ce qui était la chapelle privée du pape devaient être terminées, après une pause de l'été 1447 lorsque le peintre se rendit à Orvieto, à la fin de 1448. En fait, le 1er janvier 1449, Angelico reçut la commission pour un nouvel emploi.

## Description
La scène de Saint Laurent reçoit les trésors de l'église est voisine de celle de Saint Laurent distribue l'aumône, dont elle est séparée par une corniche.
L'épisode se déroule dans un bâtiment à l'architecture Renaissance, idéalement divisé en deux parties : sur la gauche, on voit l'extérieur, avec la porte d'entrée verrouillée où les soldats de l'empereur Valérien frappent de manière menaçante ; le côté droit montre une coupe transversale à l'intérieur du bâtiment, où Sixte II confie les trésors de l'Église à Saint-Laurent en s'agenouillant et en le bénissant pendant qu'un serviteur lui apporte un plateau rempli d'argenterie. Cette scène semble située dans une cour à portiques, avec des colonnes corinthiennes massives à gauche qui répondent à des colonnes très élancées en arrière-plan (erreur de perspective peut-être due à la main des élèves) ; plus convaincante est la porte ouverte sur un cloître intérieur, dans lequel reposent des colonnes et en arrière-plan le côté opposé au loin. Les lignes verticales sombres au centre du cloître ne sont rien de plus que les troncs des cyprès qui jaillissent au-dessus dans le haut du ciel. Ils sont représentés le long d'une ligne de fuite perspective, comme cela se produit également dans la lunette du Martyre de saint Étienne.

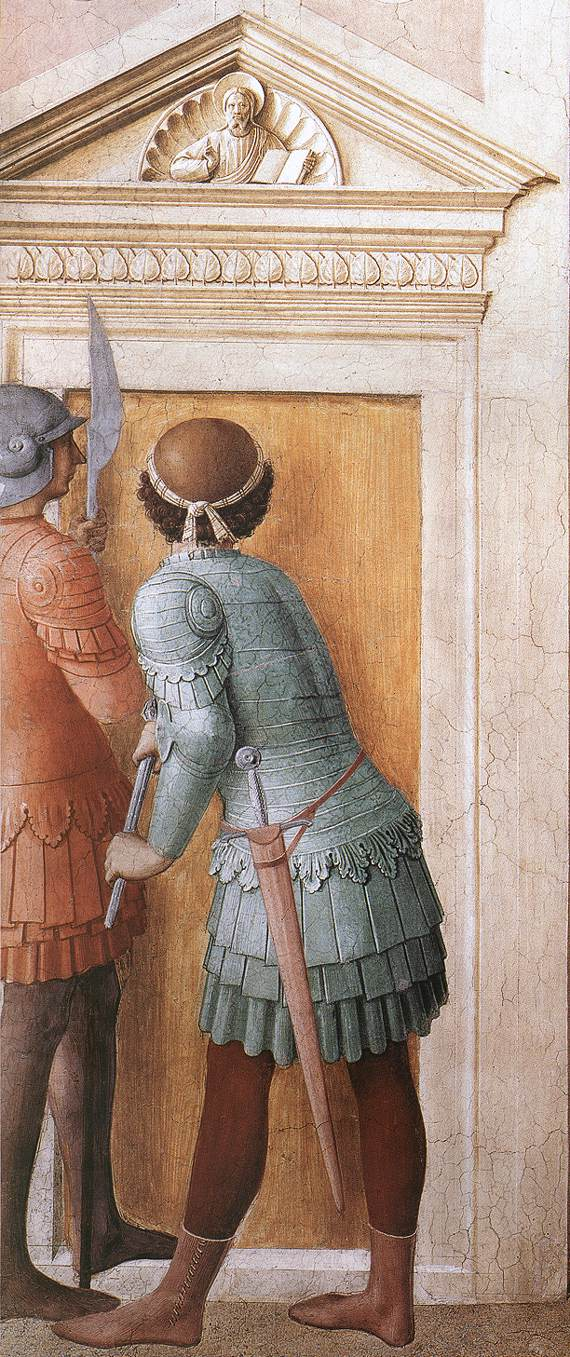
Détail.

D'autres éléments architecturaux de la scène sont la terrasse sur le toit et la fine décoration du portail, avec un tympan décoré par un Rédempteur entre une forme de coquille et deux médaillons sur le côté avec des têtes d'enfants. L'architecture est également rendue irréellement idéalisée par la coloration, avec des passages intenses de rose, tandis que la vision du cloître au-delà de l'arc est plus véridique, à la manière la plus typique d'Angelico.

## Style
Les fresques de la chapelle Nicoline sont profondément différentes de celles du couvent de San Marco à Florence (vers 1440-1445), en raison de la richesse des détails, des citations cultivées, des motifs variés, inspirés des principes de richesse, de complexité de composition et de variété. Comme l'ont souligné des érudits tels que John Pope-Hennessy, les différences ne sont pas dues à un développement du style de l'auteur, mais plutôt à la destination différente de la décoration : à San Marco, les fresques devaient accompagner et aider la méditation des moines, tandis qu'au Vatican, ils devaient célébrer la puissance et l'immensité des horizons intellectuels de la papauté dans l'entreprise de renouveler les gloires de la Rome antique après l'abandon désastreux de la ville pendant la captivité d'Avignon.
Comme dans les autres œuvres d'Angelico, l'élément central du tableau est la lumière claire et diffuse.

## Sources
- (it) Cet article est partiellement ou en totalité issu de l’article de Wikipédia en italien intitulé « San Lorenzo riceve i tesori della Chiesa » (voir la liste des auteurs).